# Cervicite
 Mise en garde médicale
La cervicite est une inflammation du col de l'utérus d'origine virale, bactérienne, ou parasitaire.

## Causes
Il s'agit d'une inflammation infectieuse du col utérin, pouvant être endogène non gonococcique, souvent avec des maladies chroniques tel le diabète, problème immunologique et/ ou auto immunologique car la candida à une fonction de nettoyage interne ou des intolérances digestives telle la maladie de cœliaque, de type dissémination de la bactérie Candida (flore intestinale à la flore vaginale utérine), ou inflammation par déséquilibre bactérien de la flore vaginale elle-même par excès d'hygiène, ou par réaction à des traitements médicamenteux à base de pénicilline voire lourd comme les chimiothérapies, voire maladie sexuellement transmissible, gonocoques et Chlamydiae étant principalement en cause, comme parfois les mycoplasmes urogénitaux.

## Diagnostic

### Symptômes
- leucorrhées
- asymptomatique

### Examen clinique
- col de l'utérus œdématié
- glaires

## Traitement
- antibiotiques aux deux partenaires (cycline par voie orale pour chlamydia, C3G IM ou fluoroquinolone par voie orale pour le gonocoque).
- antibiotique antifongique anti candida selon spectre du mycélium ou levure (mise en culture) en locaux régionale ou en per os selon l'origine infectieuse pour le temps de traitement sept jours souvent pour un dérèglement en per os ci il est récidivant, voire une seule prise, si dissémination d'organe à organe 21 jours car la candidose est profonde donc mycélium, si une candidose systémique est suspectée plus encore au cas par cas avec sérologie anti candida pour référence, puis dix jours de plus au retour de sérologie négative.